# Dragon d'Orion
 (mai 2019).
Pour les articles homonymes, voir Orion.
Le Dragon d'Orion est une structure de la nébuleuse d'Orion, plus précisément dans la région centrale du nuage moléculaire 1 d'Orion, sculptée par le vent stellaire de l'étoile θ1 Orionis C.
Le « dragon » est l'une des deux bulles de gaz à expansion rapide que les chercheurs ont trouvées autour de jeunes étoiles dans la nébuleuse d'Orion. Son centre est formé par un gaz à grande vitesse expulsé vers l'extérieur d'une étoile au centre.